# Irena Nawrocka

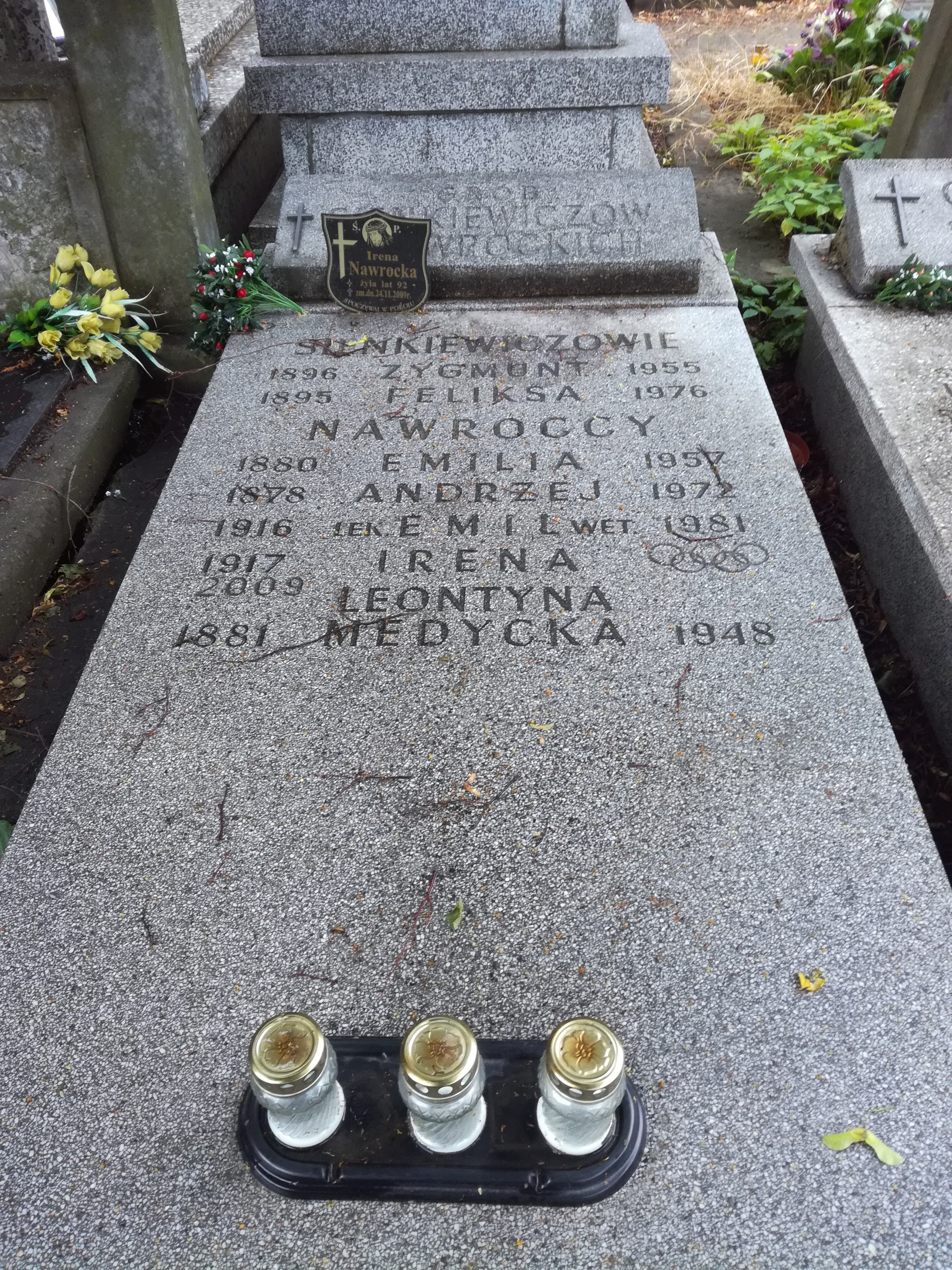
Grób Ireny Nawrockiej na cmentarzu Bródnowskim

Irena Maria Nawrocka (ur. 3 listopada 1917 w Rzeszowie, zm. 24 listopada 2009 w Warszawie) – polska florecistka, dwukrotna olimpijka.

## Życiorys
Ukończyła Gimnazjum Żeńskie w Katowicach oraz Wydział Prawa Uniwersytetu Jagiellońskiego (w 1945).
Zainteresowała się szermierką przed II wojną światową, choć największe sukcesy w tym sporcie odniosła po niej. W 1948 w Hadze zdobyła brązowy medal mistrzostw świata w turnieju indywidualnym we florecie. W tym samym roku startowała na Igrzyskach Olimpijskich w Londynie, ale odpadła w eliminacjach. Cztery lata później, na Igrzyskach Olimpijskich w Helsinkach w 1952, odpadła w ćwierćfinale.
Była indywidualną mistrzynią Polski we florecie w 1947, 1948 i 1951, wicemistrzynią w 1946 oraz brązową medalistką w 1953. W turnieju drużynowym zdobywała złoty medal w 1946, 1947, 1950, 1951 i 1953, srebrny w 1952, 1959 i 1960 i brązowy w 1938.
Na początku 1952 otrzymała tytuł mistrza sportu.
Po zakończeniu kariery była działaczką Polskiego Związku Szermierczego i sędzią międzynarodowym. Zawodowo zajmowała się problematyką transportu międzynarodowego.. Została odznaczona m.in. Złotym Krzyżem Zasługi. Była siostrą szermierza olimpijczyka Jana Nawrockiego. Została pochowana na cmentarzu Bródnowskim (kwatera 1B-3-28).
Brała udział w powstaniu warszawskim. Należała do Okręgu Warszawskiego Armii Krajowej – Komendy Placu Warszawa-Południe. Po upadku powstania opuściła Warszawę z ludnością cywilną.